# Bernard Ardura
Bernard Ardura O.Praem., né le 1er septembre 1948 à Bordeaux, est un prêtre catholique français, enseignant, philosophe et théologien. Entre 1991 et 2009, il est sous-secrétaire puis secrétaire du Conseil pontifical pour la culture. De 2009 à 2023, il est le président du Comité pontifical des sciences historiques.

## Biographie
Bernard Ardura naît le 1er septembre 1948 à bordeaux. Jeune, il découvre sa vocation religieuse et décide d'entrer au séminaire de l'ordre des Prémontrés et de théologie. Il est actuellement rattaché canoniquement à la communauté des prémontrés de Saint-Michel de Frigolet. De plus, le 16 décembre 1972, il est ordonné prêtre pour l'archidiocèse de Bordeaux par l'archevêque métropolitain Marius Maziers.
Après son ordination, il s'installe à Rome afin de terminer ses études à l'université pontificale grégorienne, puis rentre en France pour étudier à l'université catholique de Lyon, où, après avoir obtenu un doctorat en théologie, il travaille comme professeur de théologie dogmatique et de théologie spirituelle de cette dernière institution.
En 1987, il est appelé à Rome pour être archiviste et bibliothécaire de la curie générale de son ordre. L'année suivante, il entre au Saint-Siège en tant que consultant auprès de la Congrégation pour la cause des saints et du Conseil pontifical pour le dialogue interreligieux.
Puis en 1991, le pape Jean-Paul II le nomme sous-secrétaire du Conseil pontifical pour la culture et le 22 avril 1997, secrétaire. De 2005 à 2018, il occupe la fonction d'administrateur des Pieux Établissements de la France à Rome et Lorette.
Le 3 décembre 2009, après avoir été choisi par Benoît XVI pour succéder au cardinal Walter Brandmüller, il devient président du Comité pontifical des sciences historiques, fonction qu'il occupe jusqu'en 2023.
En 2013, il est élu membre associé du Félibrige.
Bernard Ardura, postulateur de la cause en canonisation de Charles de Foucauld, a travaillé sur la reconnaissance du miracle qui va permettre au bienheureux français de devenir saint lors d'une messe place Saint-Pierre le 15 mai 2022, présidée par le pape François.
Par ailleurs, il est l'auteur de plusieurs livres, de nombreux articles et a collaboré en tant qu'auteur à plusieurs magazines et encyclopédies.